# Vjera Ivanković
Vjera Ivanković (Zadar, 1940.), hrvatska kostimografkinja. 

## Životopis
Rodila se je 1940. u Zadru, a u Rimu je diplomirala kostimografiju.
Izradila je kostime za mnoge televizijske serije poput "Malog mista", "Putovanja u Vučjak", "Mejaša", "Konjanika" i "Hrvatskih kraljeva"; za serije za djecu: "Jelenko", "Mikula Mali" te filmove: "Sokol ga nije volio", "Đuka Begović" i druge. U Zabavnom programu HRT-a, gdje je bila zaposlena, radila je mnoge emisije uključujući i "Crno bijelo u boji", "TV Magazin", "Nedjeljno poslijepodne" i druge.

## Nagrade
- 1995. Zlatna arena za kostimografiju - "Svaki put kad se rastajemo"